# Desi Ivanova
Desi Ivanova ist eine australische Schauspielerin und Filmschaffende.

## Leben
Ivanova ist bulgarisch-georgischer Abstammung und ist mit Bulgarisch und Georgisch als Muttersprachen bilingual aufgewachsen. Daneben spricht sie Englisch und Russisch fließend und hat Sprachkenntnisse in Polnisch, Griechisch, Kroatisch, Mazedonisch, Serbisch, Tschechisch und Portugiesisch. Sie erlangte ihr Advanced Diploma of Arts in Schauspiel an der Adelaide College of the Arts und machte anschließend ihren Bachelor of Contemporary Arts an der University of Tasmania. Nach ersten Schritten als Schauspielerin in Südaustralien und einer Auszeichnung mit dem Minter Ellison-Rising Star Award als beste Jugendschauspielerin im Jahr 2008, zog sie wenige Jahre später nach Los Angeles in die USA und studierte an der New York Film Academy das Fach Film. Sie beendete ihr Studium mit einem Master of Fine Arts. Kenntnisse über das Drehbuchschreiben erwarb sie unter anderen an der City Academy in London.
Ab 2009 hatte Ivanova erste Besetzungen in verschiedenen Kurzfilmproduktionen. 2012 hatte sie Rollenbesetzungen in den Fernsehserien King Bachelor's Pad und All About Lizzie inne. 2013 stellte sie im Low-Budget-Horrorfilm The Bell Witch Haunting die Rolle der Kristi dar. Im selben Jahr spielte sie in der Fernsehserie It’s Temporary als Robin mit. Für dieselbe Fernsehserie schrieb sie für eine Episoden das Drehbuch und war für die Produktion zuständig. 2016 übernahm sie die titelgebende Hauptrolle der Emma Morris im Thriller Emma. 2017 spielte sie eine der Hauptrollen im Kurzfilm Obedience, der am 25. November 2017 auf dem Berlin Interfilm Festival gezeigt wurde. In der Folge wirkte sie immer wieder in verschiedenen Kurzfilmproduktionen mit, darunter 2019 Hayley, der am 6. März 2019 auf dem Cinequest Film & VR Festival und am 19. März 2019 auf dem Pasadena International Film Festival gezeigt wurde, sowie Endless Summer for the Queer Mind der am 28. April 2019 auf dem Playhouse West Film Festival gezeigt wurde.

## Filmografie (Auswahl)

### Schauspiel
- 2009: A Load of Buckshot (Kurzfilm)
- 2010: Angel (Kurzfilm)
- 2011: The Intruder (Kurzfilm)
- 2012: Wild Flower (Kurzfilm)
- 2012: Lamentables (Kurzfilm)
- 2012: King Bachelor's Pad (Fernsehserie, 2 Episoden, verschiedene Rollen)
- 2012: Redemption (Kurzfilm)
- 2012: All About Lizzie (Fernsehserie, 2 Episoden)
- 2012: Memories (Kurzfilm)
- 2012: Terrible People (Kurzfilm)
- 2013: Zoochosis (Fernsehserie, Episode 1x05)
- 2013: Everyday Lies (Fernsehserie, Episode 1x04)
- 2013: It’s Temporary (Fernsehserie, 8 Episoden)
- 2013: The Bell Witch Haunting
- 2013: (Z) (Kurzfilm)
- 2014: Go to Sleep, Sadie (Kurzfilm; Sprechrolle)
- 2015: Old News (Kurzfilm)
- 2015: Project: Horizon (Kurzfilm)
- 2016: Moments In the Grey (Kurzfilm)
- 2016: Hello Ksenia (Miniserie)
- 2016: Emma
- 2016: Medium Rare (Kurzfilm)
- 2016: Kidney and Apple
- 2016: Little Yellow Bird
- 2017: Infiltration II
- 2017: The Sex Addict
- 2017: Broken English (Fernsehserie, Episode 2x03)
- 2017: Obedience (Kurzfilm)
- 2017: Dark Hours: Roxana
- 2018: Audition (Kurzfilm)
- 2018: Sophie Gold, the Diary of a Gold Digger
- 2018: This Much
- 2018: Street Ships (Kurzfilm)
- 2019: The Lioness
- 2019: Hayley (Kurzfilm)
- 2019: Endless Summer for the Queer Mind (Kurzfilm)
- 2019: Accents (Kurzfilm)
- 2020: Paris Was a Woman (Kurzfilm)
- 2020: Still Here
- 2021: The Passenger
- 2021: Diary of A Newbie Vampire (Miniserie)
- 2023: Silent Life: The Story of the Lady in Black
- 2024: Murder on Megastation 48 (Kurzfilm)

### Filmschaffende
- 2012: Lamentables (Kurzfilm; Drehbuch)
- 2013: It’s Temporary (Fernsehserie, 3 Episoden Drehbuch; 9 Episoden Produktion)
- 2016: Emma (Drehbuch)
- 2017: Dinner for Two (Kurzfilm; Drehbuch)
- 2019: Endless Summer for the Queer Mind (Kurzfilm; Drehbuch, Produktion)
- 2020: Paris Was a Woman (Kurzfilm; Drehbuch, Produktion)
- 2021: Diary of A Newbie Vampire (Miniserie; Drehbuch, Regie, Produktion)